# Desisława Tanewa
Desisława Żekowa Tanewa, bułg. Десислава Жекова Танева (ur. 9 czerwca 1972 w Sliwenie) – bułgarska ekonomistka, prawniczka i polityk, deputowana, w latach 2014–2017 i 2019–2021 minister rolnictwa.

## Życiorys
Jest absolwentką wydziału ekonomii Uniwersytetu Gospodarki Narodowej i Światowej w Sofii oraz wydziału prawa na BSU. Pracowała jako menedżer w kompleksie młynów zbożowych w Sliwenie (1995–1996) oraz jako dyrektor generalny w Mel Invest Holding, zajmującym się produkcją mączną i zbożową (od 1997).
W 2007 zaangażowała się w działalność polityczną. Z listy partii GERB uzyskała mandat radnej rady miejskiej rodzinnego miasta, a następnie została wybrana na jej przewodniczącą. Także z okręgu sliweńskiego wystartowała – skutecznie – w wyborach parlamentarnych w 2009. Jej ugrupowanie wygrało wybory, a Desisława Tanewa została deputowaną do Zgromadzenia Narodowego 41. kadencji. W sformowanym przez lidera partii rządzie miała otrzymać tekę ministra rolnictwa, ale kilka godzin przez powołaniem gabinetu zrezygnowała, tłumacząc się potrzebą skupienia na wykonywaniu obowiązków poselskich. Kontynuowała działalność parlamentarną, uzyskując reelekcję w kolejnych wyborach w 2013 i w 2014. Po tych ostatnich przyjęła drugą nominację na stanowisko ministra rolnictwa w drugim rządzie Bojka Borisowa. Stanowisko to zajmowała od listopada 2014 do stycznia 2017.
W marcu tegoż roku po raz kolejny została wybrana do bułgarskiego parlamentu. W maju 2019 powróciła na urząd ministra rolnictwa trzecim gabinecie lidera swojej partii, który sprawowała do maja 2021.
W kwietniu 2021, lipcu 2021, listopadzie 2021, październiku 2022, kwietniu 2023, czerwcu 2024 i październiku 2024 utrzymywała mandat deputowanej na kolejne kadencje.